# Megaselia ostravaensis
Megaselia ostravaensis är en tvåvingeart som beskrevs av Ronald Henry Lambert Disney 2008. Megaselia ostravaensis ingår i släktet Megaselia och familjen puckelflugor.
Artens utbredningsområde är Tjeckien. Inga underarter finns listade i Catalogue of Life.